# Konklave 1655
Das Konklave von 1655 wurde nach dem Tod von Papst Innozenz X. einberufen und endete mit der Wahl von Fabio Chigi als Alexander VII. Als Giulio Cesare Sacchetti während des ganzen Konklaves 33 Stimmen erhielt, sich aber nie genug für seine eigene Wahl sichern konnte, geriet das Konklave in eine Sackgasse. Chigi wurde schließlich zum Papst gewählt, nachdem Kardinal Jules Mazarin, der regierende Minister in Frankreich, auf Antrag von Sacchetti seiner Wahl zustimmte.

## Hintergrund
Während Innozenz’ Pontifikats beendete der Westfälische Frieden den Dreißigjährigen Krieg – das bedeutendste säkulare Ereignis seiner Regierungszeit. Innozenz stimmte dem Vertrag nicht zu, weil seine Vertreter nicht an den Diskussionen teilgenommen hatten und er weder konsultiert noch um Anerkennung der protestantischen Religion in Deutschland gebeten worden war. Er forderte die weltlichen katholischen Führer auf, auf den Frieden zu verzichten, aber sie folgten ihm nicht.
Innozenz ernannte nur sechs nicht-italienische Kardinäle während seines Pontifikats, fünf davon waren Kronkardinäle, die auf Wunsch eines katholischen Monarchen ernannt wurden. Abgesehen von diesen kamen die übrigen 40 neuen Kardinäle alle aus Italien.
Innozenz X. hatte Camillo Francesco Maria Pamphilj, seinen einzigen Neffen, zum Kardinal erhoben. Camillo gab später seinen Status als Kardinal auf, um zu heiraten. Stattdessen übernahm Innozenz’ Schwägerin (und Camillos Mutter) Olimpia Maidalchini alle Funktionen, die normalerweise einem Kardinalnepoten vorbehalten gewesen wären.

## Konklave
Das Kardinalskollegium bestand bei Innozenz’ Tod aus 69 Mitgliedern, das folgende Konklave sah davon 66. 32 von ihnen waren entweder von Urban VIII. oder Innozenz X. ernannt worden. Da Olimpia Maidalchini kein Kardinal war, durfte sie nicht am Konklave teilnehmen, lediglich vor den Kardinälen eine Rede halten. Diese Situation ließ die Gruppe von Innozenz’ Kardinalerhebungen nun ohne einen natürlichen Anführer.
Im Konklave waren 18 Kardinäle loyal gegenüber Spanien. Die Franzosen hatten weniger Unterstützer, allerdings Urbans VIII. Nepoten Francesco Barberini in ihrer Fraktion. Barberinis Loyalität zu Frankreich beruhte auf der Hochzeit einer seiner Nichten mit dem Bruder von Rinaldo d’Este, dem Kardinal, der die französische Fraktion anführte.
Giulio Cesare Sacchetti, der im Konklave von 1644 als der wahrscheinliche neue Papst galt, war jetzt der stärkste Kandidat, aber einige Kardinäle wählten ihn jetzt nicht, weil er im vorherigen Konklave von den Spaniern abgelehnt worden war. Sacchetti war auch der Favorit des Kardinals Mazarin, der zurzeit die französische Regierung anführte. Während der ersten Abstimmung erhielt Sacchetti 33 Stimmen, eine Zahl, die während des gesamten Konklaves konstant blieb.
Die ersten Wahlgänge waren auch deswegen einzigartig, weil eine große Anzahl von Kardinälen ihren Stimmzettel mit „niemand“ abgaben, in der Spitze waren es 27 am 22. Januar. Diese Stimmen kamen hauptsächlich von Kardinälen, die von Innozenz X. ernannt worden waren, und die nicht für einen der Kardinäle Urbans VIII. stimmen wollten. Elf der Stimmen für „niemand“ kamen von der Squadrone Volante, einer Gruppe von Kardinälen, die bereit waren, jeden Kandidaten zu unterstützen, von dem sie dachten, dass dessen Handel vor allem von Nutzen für das Amt des Papstes sein werde.
Die Pattsituation hielt bis Februar, bis jüngere Kardinäle begannen, älteren Mitgliedern des Kollegiums Streiche zu spielen, um sich selbst zu unterhalten. Dies führte angeblich dazu, dass ein älterer Kardinal an einer Lungenentzündung starb, nachdem ein jüngerer Kardinal ihn auf den kalten Boden zu Fall brachte, indem er ihn als Geist verkleidet erschreckte, und ihn dort liegen ließ. Andere Erkrankungen führten dazu, dass Kardinäle das Konklave verließen.

## Wahl Alexanders VII.
Mitte Februar wandte sich Sacchetti, als er erkannte, dass seine eigene Kandidatur sinnlos geworden war, an Mazarin, um die französischen Kardinäle aufzufordern, ihre Unterstützung für ihn auf Fabio Chigi zu übertragen. Chigi war vor dem Tod von Innocent X. als Nachfolgekandidat gehandelt worden. Zeitgenossen berichten, dass er für die Position als am besten geeignet angesehen wurde, sofern persönliche motivierte Überlegungen der Wähler unberücksichtigt blieben. Der Squadrone Volante gelang es, Kardinal Mazarin zur Unterstützung Chigis zu bringen, obwohl er ihn nicht mochte – Mazarins Hass auf Chigi stammte aus der Zeit von Mazarins Exil in Köln während der Fronde, als Chigi als päpstlicher Nuntius in der Stadt diente.
Im April 1655 schrieb Mazarin an Sacchetti und erklärte sich damit einverstanden, den Wahlberechtigten zu erlauben, für Chigi zu stimmen, sollte Sacchettis eigene Wahl unmöglich werden. Sacchetti bat also seine Unterstützer, ihre Stimmen auf Chigi zu übertragen. Bei der ersten Abstimmung am 7. April 1655 wurden 20 Stimmzettel für Chigi abgegeben, bevor die anderen Wähler ihn dann nach einem 80 Tage dauernden Konklave zum Papst wählten. Chigi wählte den Namen Alexander VII.

## Wahlberechtigte
Von den 69 lebenden Kardinälen nahmen 66 am Konklave teil:
1. Fabio Chigi, Bischof von Imola und Kardinalstaatssekretär
2. Carlo de’ Medici, Bischof von Ostia und Velletri, Dekan des Heiligen Kollegiums
3. Francesco Barberini, Bischof von Porto, Subdekan des Heiligen Kollegiums
4. Bernardino Spada, Bischof von Sabina
5. Giulio Cesare Sacchetti, Bischof von Frascati
6. Marzio Ginetti, Bischof von Albano
7. Luigi Capponi
8. Ernst Adalbert von Harrach, Erzbischof von Prag
9. Antonio Barberini
10. Girolamo Colonna
11. Giovanni Battista Maria Pallotta
12. Francesco Maria Brancaccio, Bischof von Viterbo und Toscanella
13. Alessandro Bichi, Bischof von Carpentras
14. Ulderico Carpegna
15. Marcantonio Franciotti
16. Stefano Durazzo, Erzbischof von Genua
17. Ascanio Filomarino, Erzbischof von Neapel
18. Marcantonio Bragadin, Bischof von Vicenza
19. Pier Donato Cesi
20. Vincenzo Maculani OP
21. Francesco Peretti di Montalto[2]
22. Cesare Facchinetti, Bischof von Senigallia
23. Girolamo Grimaldi-Cavalleroni
24. Carlo Rossetti, Bischof von Faenza
25. Francesco Angelo Rapaccioli, Bischof von Terni
26. Francesco Adriano Ceva
27. Angelo Giori
28. Juan de Lugo y de Quiroga SJ
29. Domenico Cecchini
30. Niccolò Albergati-Ludovisi, Großpönitentiar
31. Pier Luigi Carafa
32. Alderano Cibo
33. Fabrizio Savelli, Erzbischof von Salerno
34. Francesco Cherubini
35. Camillo Astalli
36. Jean-François Paul de Gondi, Erzbischof von Paris
37. Giovanni Girolamo Lomellini, Legat in Bologna
38. Luigi Omodei
39. Pietro Ottoboni, später Papst Alexander VIII.
40. Giacomo Corradi, Bischof von Jesi
41. Lorenzo Imperiali
42. Giberto Borromeo
43. Marcello Santacroce, Bischof von Tivoli
44. Baccio Aldobrandini
45. Giambattista Spada, Legat in Ferrara
46. Prospero Caffarelli
47. Francesco Albizzi
48. Ottavio Acquaviva d’Aragona, Legat in Romandiola[3]
49. Giangiacomo Teodoro Trivulzio
50. Giulio Gabrielli, Bischof von Ascoli Piceno
51. Virginio Orsini
52. Rinaldo d’Este
53. Vincenzo Costaguti
54. Giovanni Stefano Donghi, Bischof von Ajaccio
55. Paolo Emilio Rondinini, Bischof von Assisi
56. Giancarlo de’ Medici
57. Federico Sforza, Bischof von Rimini
58. Benedetto Odescalchi, Bischof von Novara, später Papst Innozenz XI,
59. Cristoforo Widmann
60. Lorenzo Raggi
61. Francesco Maidalchini
62. Friedrich von Hessen-Darmstadt
63. Carlo Barberini
64. Carlo Pio di Savoia
65. Carlo Gualterio, Bischof von Fermo
66. Decio Azzolino

Mit Konklavebeginn am 18. Januar 1655 traten 61 Kardinäle in Rom zur Wahl eines neuen Kirchenoberhauptes an. Zu diesem Zeitpunkt fehlten in Rom noch sieben Kardinäle.
Dem Konklave waren ganz ferngeblieben:
- Baltasar de Moscoso y Sandoval, Erzbischof von Toledo
- Alfonso de la Cueva-Benavides y Mendoza-Carrillo, Bischof von Palestrina und Bischof von Málaga
- Jules Mazarin, regierender Minister in Frankreich

Verspätet zum Konklave erschienen:
- 21. Januar 1655: Ascanio Filomarino, Erzbischof von Neapel.
- 25. Januar 1655: Stefano Durazzo, Erzbischof von Genua.
- 27. Januar 1655: Friedrich von Hessen-Darmstadt.
- 7. Februar 1655: Ernst Adalbert von Harrach, Erzbischof von Prag.

Am 15. Februar 1655 starb Kardinal Pier Luigi Carafa.
Die 66 anwesenden Wahlmänner stammten aus folgenden Pontifikaten:
- 2 Kardinäle aus dem Pontifikat von Paul V.
- 32 Kardinäle aus dem Pontifikat von Urban VIII. und
- 32 Kardinäle aus dem Pontifikat von Innozenz X.